# Teenage Frankenstein
Singles de Alice Cooper
He's Back (The Man Behind the Mask)
(1986) Freedom
(1987)
Teenage Frankenstein est le second single extrait de l'album Constrictor du musicien Alice Cooper, le single est sorti en 1986. Le single s'est classé à la 80e position au Royaume-Uni.
Le titre se retrouve dans la bande son du film Vendredi 13 : Jason le mort-vivant avec les titres He's Back (The Man Behind the Mask) et Hard Summer Rock (qui n'a pas été retenu pour l'album Constrictor). Hard Rock Summer figure toutefois dans le box The Life and Crimes of Alice Cooper paru en 1999. Le single comporte une Face-B avec School's Out interprétée en live en juin 1981 à Paris.

## Liste des titres
| No  | Titre                   | Auteur                                                               | Durée |
| --- | ----------------------- | -------------------------------------------------------------------- | ----- |
| A.  | Teenage Frankenstein    | Alice Cooper, Kane Roberts                                           | 3:37  |
| B1. | School's Out (live)     | Alice Cooper, Michael Bruce, Dennis Dunaway, Neal Smith, Glen Buxton | 3:00  |
| B2. | Only Women Bleed (live) | Alice Cooper, Dick Wagner                                            |       |

## Composition du groupe
- Alice Cooper - chants
- Kane Roberts - xylophone
- claviers
- Kip Winger - basse
- Ken Mary - batterie
- Paul Horowitz - claviers